# .uy
.uy је највиши Интернет домен државних кодова (ccTLD) за Уругвај.